# Penstemon tubiflorus
Penstemon tubiflorus är en grobladsväxtart som beskrevs av Thomas Nuttall. Penstemon tubiflorus ingår i släktet penstemoner, och familjen grobladsväxter. Utöver nominatformen finns också underarten P. t. achoreus.